# Clientis Caisse d’Epargne Courtelary
Die Clientis Caisse d’Epargne Courtelary ist eine im ehemaligen Amtsbezirk Courtelary, im bernischen Vallon de Saint-Imier, verankerte Schweizer Regionalbank. Neben ihrem Hauptsitz in Courtelary verfügt die Bank über Geschäftsstellen in Saint-Imier, Sonceboz, Tramelan und La Chaux-de-Fonds. Die Caisse d’Epargne du District de Courtelary wurde 1829 auf Initiative von Charles-Ferdinand Morel gegründet. Dieser war Pfarrer in Corgémont und wollte damit die lokale Bevölkerung wie auch die wirtschaftliche Entwicklung der Region unterstützen.
Das Tätigkeitsgebiet liegt traditionell in den Bereichen Hypothekarfinanzierungen, Zahlen, Anlegen und Vorsorge, Private Banking sowie Bankgeschäfte mit kleinen und mittleren Unternehmen.
Die Clientis Caisse d’Epargne Courtelary ist als selbständige Regionalbank der Entris Holding AG angeschlossen. Innerhalb der Entris Holding AG gehört sie zur Teilgruppierung der Clientis Banken.